# Lignan-sur-Orb
Lignan-sur-Orb è un comune francese di 2 988 abitanti situato nel dipartimento dell'Hérault nella regione dell'Occitania. Come si evince dal nome, il comune si trova sulle rive del fiume Orb.

## Società

### Evoluzione demografica
Abitanti censiti